# Asemonea santinagarensis
Asemonea santinagarensis är en spindelart som först beskrevs av Biswas, Biswas 1992.  Asemonea santinagarensis ingår i släktet Asemonea och familjen hoppspindlar. Inga underarter finns listade i Catalogue of Life.